# Thulcandra (banda)
Thulcandra es una banda de black metal de Múnich, Alemania. Han lanzado cuatro álbumes de estudio de larga duración. Su último álbum A Dying Wish fue lanzado en 2021 a través de Napalm Records con críticas abrumadoras. El estilo de la banda se describe como black metal melódico e inspirado en bandas como Dissection, Sacramentum y Unanimated .

## Historia
Thulcandra fue fundada en 2003 por el guitarrista Steffen Kummerer y Jurgen Zintz. Thulcandra grabó una demostración llamada Perishness Around Us en 2004, pero ninguno de los dos quedó satisfecho con su calidad y no la lanzó. Poco después, el guitarrista Jürgen Zintz se suicidó en 2005. Así, la banda se quedó en espera. Al mudarse a otra ciudad a fines de 2008, Steffen Kummerer comenzó a escuchar su primera demostración después de muchos años y decidió reiniciar la banda. El nombre de la banda está tomado de una demostración de 1989 del acto noruego Darkthrone, proveniente de la novela de ciencia ficción de 1938 Out of the Silent Planet de CS Lewis, donde Thulcandra es el nombre del planeta silencioso, la Tierra .

## Integrantes

### Integrantes actuales
- Steffen Kummerer - guitarras y voces (2002-presente)
- Alessandro Delastik - batería (2014-presente)
- Mariano Delastik - guitarras (2018-presente)
- Carsten Schorn - bajo (2020-presente)

### Integrantes anteriores
- Jürgen Zintz - guitarras (2003-2005; fallecido en 2005)
- Jonas Baumgartl - batería (2003-2005)
- Seraph - batería (2008-2015)
- Sebastian Ludwig - guitarras (2008-2017)
- Tobias Ludwig - bajo (2008-2017)
- Christian Kratzer - bajo (2018-2020, murió en 2020)

## Discografía

### Álbumes de estudio
- El dominio del ángel caído (2010)
- Bajo un sol helado (2011)
- Ascensión perdida (2015)
- Un deseo moribundo (2021)

### Demo
- Perecer a nuestro alrededor (2004)

### EPs
- La gran sombra (2021)

### Videos musicales
- La segunda caída (2015)
- Pira funeraria (2021)
- Herejía nocturna (2021)
- Un deseo moribundo (2021)